# Ева Ногалес
Ева Ногалес (англ. Eva Nogales; нар. 16 травня 1965, Кольменар-В'єхо, Іспанія) — американська біофізикиня іспанського походження Національної лабораторії імені Лоуренса в Берклі та професорка Каліфорнійського університету в Берклі, де обіймала посаду керівника відділу біохімії, біофізики та структурної біології кафедри молекулярної та клітинної біології (2015—2020). Дослідниця Медичного інституту Говарда Г'юза.
Одна з перших почала застосовувати електронну мікроскопію для структурної та функціональної характеристики макромолекулярних комплексів. Застосовувала електронну кристалографію, щоб отримати першу структуру тубуліну й ідентифікувати ділянку зв'язування важливого протипухлинного препарату таксолу. Лідерка у поєднанні кріоелектронної мікроскопії, комп'ютерного аналізу зображень і біохімічних аналізів для отримання розуміння функцій та регуляції біологічних комплексів і молекулярних машин. Її робота розкрила аспекти клітинних функцій, що мають значення для лікування раку й інших захворювань.

## Ранні роки й освіта
Народилася у Кольменар-В'єхо в сім'ї пастуха та вишивальниці, які не здобули середньої освіти, бо були змушені рано йти працювати. 1988 року здобула ступінь бакалавра з фізики в Автономному університеті Мадрида. 1992 року здобула ступінь доктора філософії в Кільському університеті, працюючи в Дарсберійській лабораторії під керівництвом Джоан Бордас.

## Кар'єра
Під час своєї постдокторської роботи в лабораторії Кена Даунінга в Національній лабораторії імені Лоуренса в Берклі першою визначила атомну структуру тубуліну та розташування ділянки зв'язування таксолу за допомогою електронної кристалографії. 1998 року стала доцентом кафедри молекулярної та клітинної біології Каліфорнійського університету в Берклі. 2000 року стала дослідницею в Медичному інституті Говарда Г'юза. Зі зростанням потужності методів кріоелектронної мікроскопії стала лідером у застосуванні цього методу для вивчення структури та функції мікротрубочок та інших великих біомолекулярних комплексів, як-от комплекси еукаріотичного копіювання та трансляції полікомбний комплекс PRC2 та теломераза.

## Вибіркові публікації
- Nogales, Eva; Whittaker, Michael; Milligan, Ronald A.; Downing, Kenneth H. (January 1999). High-Resolution Model of the Microtubule. Cell. 96 (1): 79—88. doi:10.1016/s0092-8674(00)80961-7. ISSN 0092-8674. PMID 9989499.
- Löwe, J; Li, H; Downing, K. H; Nogales, E (9 листопада 2001). Refined structure of αβ-tubulin at 3.5 Å resolution11Edited by I. A. Wilson. Journal of Molecular Biology (англ.). 313 (5): 1045—1057. doi:10.1006/jmbi.2001.5077. ISSN 0022-2836. PMID 11700061.
- Nogales, Eva (1 червня 2001). Structural Insights into Microtubule Function. Annual Review of Biophysics and Biomolecular Structure. 30 (1): 397—420. doi:10.1146/annurev.biophys.30.1.397. ISSN 1056-8700. PMID 11441808.

## Нагороди
- 2000: дослідниця, Медичний інститут Говарда Г'юза
- 2005: Нагорода для молодих вчених, Американське товариство клітинної біології[20]
- 2006: Нагорода Шабо за досконалість у науці
- 2015: Премія Дороті Кроуфут Годжкін, Протеїнове товариство[21]
- 2015: Обрана членкою Національної академії наук США[22]
- 2016: Обрана до Американської академії мистецтв і наук[23]
- 2018: Нагорода «Жінки в клітинній біології», Американське товариство клітинної біології[24]
- 2019: Медаль Грімвейда з біохімії[25]
- 2021: Нагорода стипендіатів AAAS[26]
- 2023: Премія Шао[27]

## Особисте життя
Одружена з Говардом Падмором, у них двоє дітей.